# クアルニェント
クアルニェント（伊: Quargnento）は、イタリア共和国ピエモンテ州アレッサンドリア県にある、人口約1,400人の基礎自治体（コムーネ）。

## 地理

### 位置・広がり
| 隣接するコムーネは以下の通り。 - アレッサンドリア - カステッレット・モンフェッラート - フェリッツァーノ - フビーネ・モンフェッラート - ル・エ・クッカロ・モンフェッラート (ル, クッカロ・モンフェッラート) - サン・サルヴァトーレ・モンフェッラート - ソレーロ |

### 地震分類
イタリアの地震リスク階級 (it) では、4 に分類される
。

## 姉妹都市
- Coubon、フランス